# Weerterbeek
De Weerterbeek (ook Weertbeek, Bocholterbeek, Boshoverbeek)  werd in 1296 gegraven om Weert van water te voorzien. Het water werd afgetapt uit de Abeek, ter hoogte van Bocholt en enige tijd ter hoogte van Beek. De Weerterbeek is volledig gedempt, met uitzondering van het gedeelte bij Altweerterheide en Altweert.

## Geschiedenis

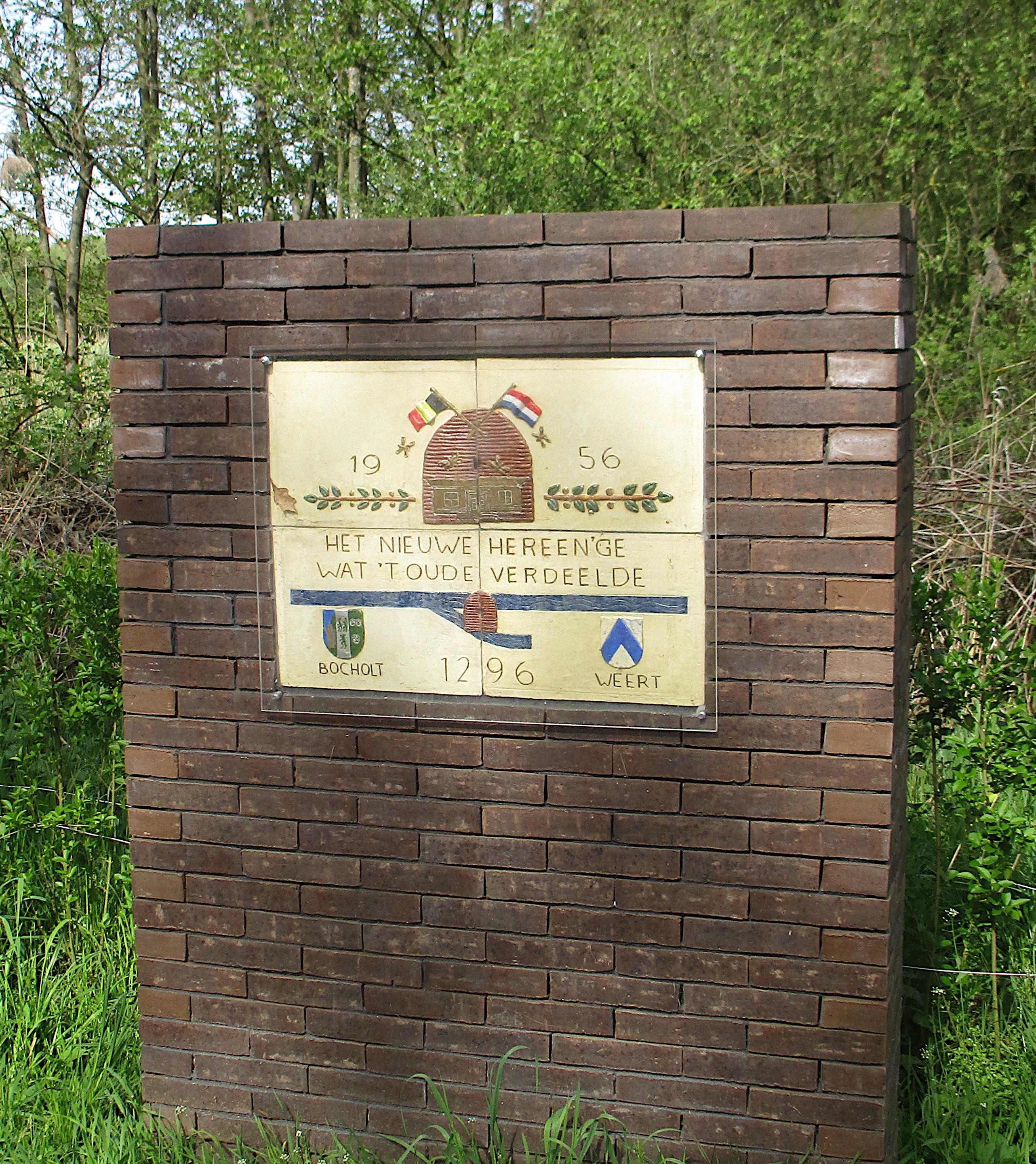
Replica van een tegeltableau dat vroeger te zien was in het douanekantoor op de gedempte Weerterbeek.

Eerder had Willem II van Horne, voogd over het gebied, al geprobeerd het groeiende Weert te voorzien van stromend water. In 1296 overtuigde hij zijn verwant, heer Gozewijn van Bocholt, om water uit de Abeek af te staan. De aansluiting kwam boven de Clootsmolen en had een opening ter grootte van eyn biecaer (een bijenkorf). De nieuwe beek was 13 km lang. Ze liep eerst voorbij Kreyel en Neerkreyel. In de moerassen werd ze ingedijkt en voorzien van twee houten aquaducten: de grote trog (Lozer Broek) en de kleine trog (Kruispeel). Ze eindigde op de plek waar later de stadspoort Beekpoort stond. Een riviertje liep verder naar Nederweert en de Braakpeel.
In 1481 willigde de prins-bisschop van Luik de wens van Jacob II van Horne in, driemaal zoveel water te leveren. Het water in de Abeek was echter van groot belang voor de watermolens, boerderijen, nijverheid en kastelen stroomafwaarts. De Weertenaars beschuldigden de Bocholtenaars dat ze te weinig water afleidden. De Weerterbeek werd 2 km verlengd, naar de watermolen het Geen Ae in de huidige Genattestraat. De vergrote biecaer, kortweg het caer genoemd, werd uitgehouwen in arduin, zodat er geen onenigheid kon ontstaan over de grootte van de opening. Bovendien lag de watertap nu op grondgebied van de Vier Crispelen. De schout van Bree kon onpartijdiger optreden dan die van Bocholt.
Weert, Bocholt en Bree onderzochten regelmatig of de watertap niet belemmerd werd, de beek nergens dichtgroeide, de dijken niet doorgestoken waren door aangelanden, en de troggen in goede staat verkeerden. Desondanks ontstonden er ernstige conflicten, waarbij Weert soms zonder water gezet werd. Door een oordeel van de prins-bisschop (1733) kwamen de gedeelten in Bocholt en Beek onder de controle van Weert. Daarmee eindigden de conflicten, hoewel Weert en Nederweert onderling nog twistten over de verdeling van het water.
Vanaf ± 1825 kreeg Weert water uit de Zuid-Willemsvaart. Dit kanaal sneed de Weerterbeek af van haar watertap. Op vraag van Weert werd de beek in stand gehouden, met een nieuwe watertap op de Abeek. De beek bleef nog 100 jaar van belang, maar het onderhoud aan de bedding en kunstwerken kostte veel geld. In 1938 besloot het stadsbestuur de beek te dempen, waarna de gronden bewerkt konden worden door de aanpalende landbouwers. Ter hoogte van de grens werd de Weerter-/Bocholterweg aangelegd op het traject. De beek bestaat nog alleen tussen het Heihuis (Altweerterheide) en de IJzeren Man (Altweert).